# 5 000 mètres masculin aux Jeux olympiques d'été de 2000
Navigation
Atlanta 1996 Athènes 2004
L'épreuve du 5 000 mètres masculin aux Jeux olympiques de 2000 s'est déroulée les 27 et 30 septembre 2000 au Stadium Australia de Sydney, en Australie.  Elle est remportée par l'Éthiopien Million Wolde.

## Résultats

### Finale
| Rang               | Athlète           | Pays       | Temps          | Note |
| ------------------ | ----------------- | ---------- | -------------- | ---- |
| Médaille d'or      | Millon Wolde      | Éthiopie   | 13 min 35 s 49 |      |
| Médaille d'argent  | Ali Saidi-Sief    | Algérie    | 13 min 36 s 20 |      |
| Médaille de bronze | Brahim Lahlafi    | Maroc      | 13 min 36 s 47 |      |
| 4                  | Fita Bayissa      | Éthiopie   | 13 min 37 s 03 |      |
| 5                  | David Chelule     | Kenya      | 13 min 37 s 13 |      |
| 6                  | Dagne Alemu       | Éthiopie   | 13 min 37 s 17 |      |
| 7                  | Serhiy Lebid      | Ukraine    | 13 min 37 s 80 |      |
| 8                  | Jirka Arndt       | Allemagne  | 13 min 38 s 57 |      |
| 9                  | Julius Gitahi     | Kenya      | 13 min 39 s 11 |      |
| 10                 | Richard Limo      | Kenya      | 13 min 39 s 43 |      |
| 11                 | Reda Benzine      | Algérie    | 13 min 40 s 95 |      |
| 12                 | Mizan Mehari      | Australie  | 13 min 42 s 03 |      |
| 13                 | Adam Goucher      | États-Unis | 13 min 43 s 20 |      |
| 14                 | Mohamed Suleiman  | Qatar      | 13 min 45 s 10 |      |
| 15                 | Toshinari Takaoka | Japon      | 13 min 46 s 90 |      |

## Légende
Records et Performances
- AR : Record continental (area record)
- CR : Record des championnats (championship record)
- MR : Record du meeting (meet record)
- NR : Record national (national record)
- OR : Record olympique (olympic record)
- PR : Record paralympique (paralympic record)
- PB : Record personnel (personal best)
- SB : Meilleure performance personnelle de la saison (season's best)
- WL : Meilleure performance mondiale de l'année (world leader)
- WJR : Record du monde junior (world junior record)
- WR : Record du monde (world record)

Circonstances et Conditions
- DNF : N'a pas terminé (did not finish)
- DNS : N'a pas pris le départ (did not start)
- DQ : Disqualification (disqualification)
- NM : Aucun essai valable enregistré (No Mark)
- Q : Qualifié « directement » au prochain tour (ou à la prochaine compétition), lors d'une compétition majeure, grâce au classement ou à la réalisation des minima (automatic qualifier)
- q : Qualifié au prochain tour (ou à la prochaine compétition), lors d'une compétition majeure, grâce au repêchage ou à la réalisation de l'une des meilleures performances parmi celles des « non qualifiés directement » (grâce au meilleur temps ou à la meilleure distance par exemple) (secondary qualifier)